# Ejido Ixpuchiapan
Ejido Ixpuchiapan är en ort i Mexiko.   Den ligger i kommunen Tenancingo och delstaten Mexiko, i den sydöstra delen av landet, 70 km sydväst om huvudstaden Mexico City. Ejido Ixpuchiapan ligger 2 035 meter över havet och antalet invånare är 567.
Terrängen runt Ejido Ixpuchiapan är huvudsakligen kuperad, men den allra närmaste omgivningen är platt. Terrängen runt Ejido Ixpuchiapan sluttar söderut. Runt Ejido Ixpuchiapan är det tätbefolkat, med 427 invånare per kvadratkilometer. Närmaste större samhälle är Tenango de Arista, 17,6 km norr om Ejido Ixpuchiapan. I omgivningarna runt Ejido Ixpuchiapan växer huvudsakligen savannskog.